# 范冕
范冕（15世紀—16世紀），字德端，號澄軒，浙江台州府臨海縣人，明朝政治人物。

## 生平
范冕祖先姓王，因元朝末年避亂改姓，他是成化十六年（1480年）的舉人，十七年（1481年）中會試副榜，授永豐教諭，同僚訓導林英曾被盜賊搶掠，不久因父母去世回鄉，范冕就分出自己俸祿協助對方；知縣因公外出時由他代理縣事，二十二年（1486年）旱災能用心就荒，人民上狀給巡按御史，九年後秩滿本應擢官府同知，遇上興王朱祐杬分封，以范冕考績優等改授興王府伴讀，很快因為母親逝世回鄉，家居十餘年，七十一歲去世。

## 引用
1. 1 2  民國《臨海縣志·卷二十·人物》：范冕，字德端，別號澄軒，其先王姓，元季避亂改今姓，領成化庚子鄉薦，以辛丑乙榜，授永豐教諭，同僚林司訓嘗為盜所掠，未久以艱去，冕分己齋膳資之，每縣令朝正或公出，冕權攝縣事，佐貳相視失氣，丙午歲䘲，救荒有實，民言狀於巡按，九年秩滿將擢縣府長貳，適遇分封以優等授興府伴讀，丁內艱歸，家居十餘年，年七十一卒 夏赤城文集。
2. ↑  民國《臨海縣志·卷十七·選舉》：（成化）十七年王華榜……范冕 副榜進士，有傳